# Henrique Arlindo Etges
Henrique Arlindo Etges, född 15 mars 1966, är en brasiliansk tidigare fotbollsspelare.
I juli 1985 blev han uttagen i Brasiliens trupp till U20-världsmästerskapet 1985.